# Кирдина-Чэндлер, Светлана Георгиевна
Светла́на Гео́ргиевна Ки́рдина-Чэндлер (Кирдина, Крапчан) (род. 16 сентября 1955, Омск) — российский социолог и экономист. Заведующая сектором эволюции социально-экономических систем в Институте экономики РАН. Область научных интересов: социологическая теория; институты; экономическая теория; теория институциональных матриц или Х-Y-теория; переходные процессы в российском обществе.
Научную деятельность начинала в рамках Новосибирской экономико-социологической школы.
Основным научным результатом С. Г. Кирдиной-Чэндлер является теория институциональных матриц ТИМ, или X-Y теория. Она предполагает воспроизводство институциональной общественной структуры на основе известного из биологии матричного принципа, посредством взаимодействия двух матриц базовых институтов. Матрицы названы Х- и Y-, что и дало теории институциональных матриц второе название. Основное положение ТИМ состоит в том, что в любой стране, как правило, одна из матриц постоянно доминирует на протяжении истории, а вторая является комплементарной. ТИМ постоянно проходит эмпирическую проверку как на основе обширного исторического материала, так и компаративистскими исследованиями с применением DATA MINING. ТИМ, или X-Y-теория послужила основанием для прогнозов институциональной динамики современного российского общества, подтвердившихся на практике.
Автор более 190 научных работ, главные из которых посвящены разработке и приложениям теории институциональных матриц

## Биография
1972 г. — окончание средней школы № 64 в г. Омске.
1972—1977 гг. — обучение на экономическом факультете Новосибирского государственного университета, с 4-го курса — специализация в области социологии. Диплом о высшем образовании по специальности «экономическая кибернетика».
1977—1982 гг. — начало профессиональной деятельности в Сибирском научно-исследовательском институте экономики сельского хозяйства (СибНИИЭСХ) Сибирского Отделения Всесоюзной академии сельскохозяйственных наук им. Ленина (СО ВАСХНИЛ), работа в должности экономиста.
1983—1985 гг. — обучение в аспирантуре Института экономики и организации промышленного производства Сибирского Отделения Академии наук СССР (ИЭиОПП СО АН СССР) в г. Новосибирске под руководством Т. И. Заславской.
1986 г. — ученая степень кандидата экономических наук по специальности «Прикладная социология» (Диссертационный Совет ИЭиОПП СО РАН, г. Новосибирск, диссертация на тему «Социально-региональная структура сельских местностей Российской Федерации»).
1986—1999 гг. — работа в отделе социальных проблем ИЭиОПП СО АН СССР, оказавшая значительное влияние на становление научных взглядов и специфику развиваемой в дальнейшем методологии исследований (опора на марксистские традиции, системный подход, фокусировка на анализе макроструктур).
1999—2001 гг. — докторантура ИЭиОПП Сибирского отделения Российской академии наук.
2002 г. — ученая степень доктора социологических наук по специальности «Теория, методология и история социологии» (Диссертационный совет Института социологии РАН, г. Москва, на основе представления монографии «Институциональные матрицы и развитие России», 2-е издание).
С 2002 г. — работа в Институте экономики РАН (г. Москва), в настоящее время — зав. сектором эволюции социально-экономических систем в Центре эволюционной экономики (руководитель центра академик РАН В. И. Маевский).
Член редакционных коллегий (советов) журналов: Forum for Social Economics; СОЦИС (Социологические исследования); Журнал Новой экономической ассоциации (2009); Информационные войны; Journal of Institutional Studies; Montenegrin Journal of Economics и др..
Членство в научных ассоциациях: Российское общество социологов (с 1998 г.); European Sociological Association (с 1999 г., в 2010—2012 гг. — член совета Исследовательской сети 34 «Social Theory»); International Sociological Association (с 2001 г., в 2004—2006 гг. — член совета Исследовательского комитета 01 «Economy and Society»); Новая экономическая ассоциация (с 2009 г.); Association for Evolutionary Economics (с 2011, 2014—2016 — International Director; 2017—2019 — CRIC member); European Association for Evolutionary Political Economy (c 2011 г.), Association for Institutional Thought (с 2011 г.), Union for Radical Political Economics (с 2012 г.).
1992—1996 г. — эксперт Агентства международного развития США (US AID).
С 2010 г. — зарубежный эксперт Zaheer Science Foundation, Индия.
С 2003 г. — постоянный член Оргкомитета международных Пущинских симпозиумов по эволюционной экономике, (Россия), с 2008 — соредактор сборников трудов пущинских симпозиумов.
С 2008 г. — член Оргкомитетов Всероссийских школ по эволюционной и институциональной экономике для молодых ученых, проводимых раз в два года в различных регионах России между пущинскими симпозиумами.
С 2010 г. — ученый секретарь научного совета Отделения общественных наук РАН «Новые явления в общественном сознании и социальной практике».
Выступает с докладами на различных научных мероприятиях, в учебных заведениях, перед бизнес-сообществом России и других стран ссылка на сайт лектория Контекст
Сводная сестра математика Александра Николаевича Горбаня.

## Научная деятельность

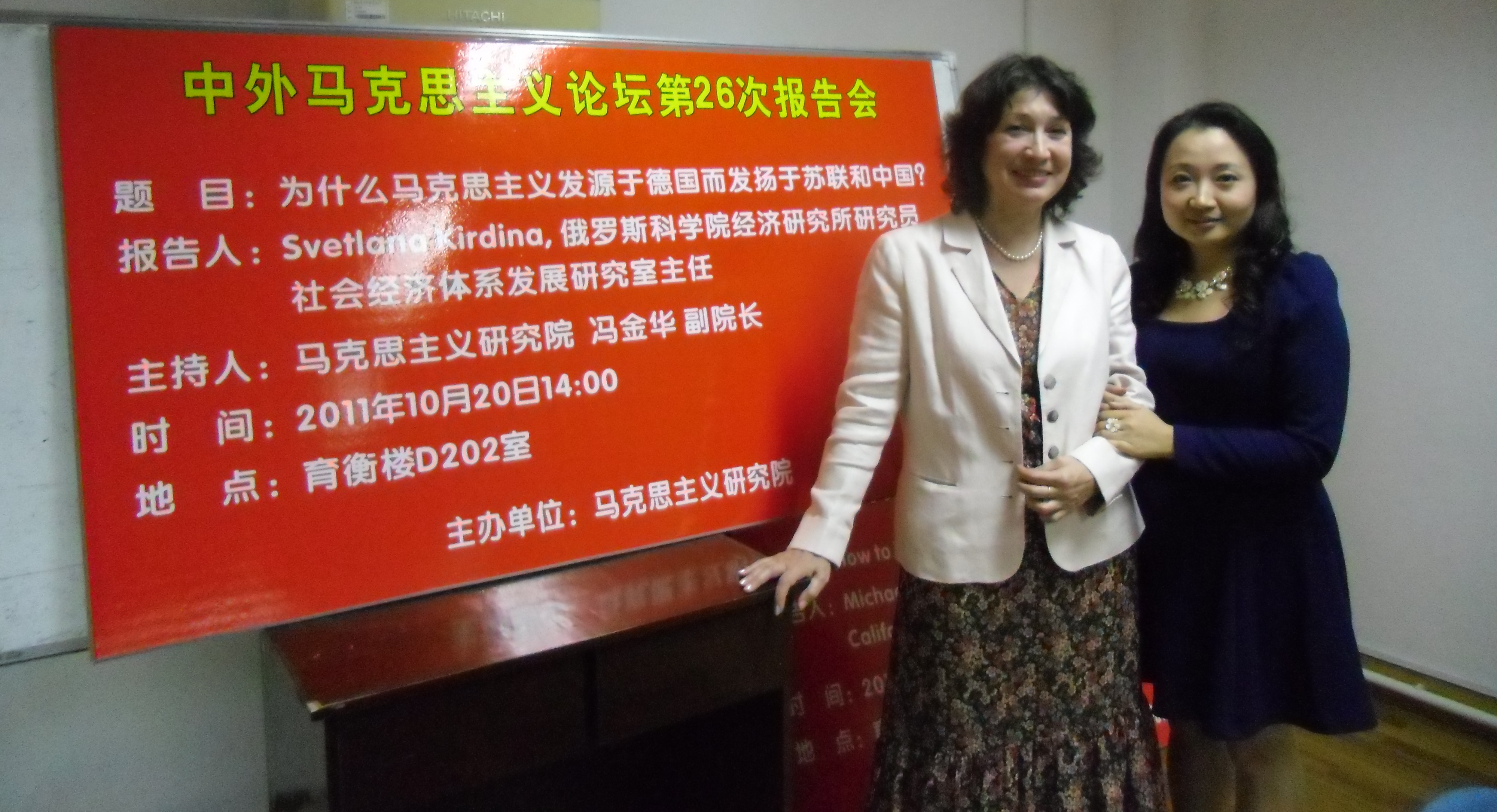
С. Г. Кирдина в шанхайском Университете финансов и экономики, 20 октября 2011

Первоначально работы С. Г. Кирдиной не имели самостоятельного характера и были частью исследований тех коллективов, где она трудилась. Первые научные публикации (1977) отражали результаты дипломной работы. В СибНИИЭСХ СО ВАСХНИЛ (1977—1982) она участвовала преимущественно в подготовке планов социального развития производственных коллективов в сельском хозяйстве.
Наиболее сильное влияние на научную деятельность С. Г. Кирдиной оказала вовлеченность ещё со студенчества в коллектив Новосибирской экономико-социологической школы (НЭСШ). Лидер школы, Т. И. Заславская, была руководителем её дипломной работы и кандидатской диссертации, а затем научным консультантом по докторской диссертации. С. Г. Кирдину (в то время — Крапчан) и её ровесников причисляют ко «второму поколению» НЭСШ, то есть прямым ученикам Т. И. Заславской и её коллег.
Первый серьёзный опыт научных исследований С. Г. Кирдиной связан с анализом социально-территориальной структуры (СТС) советского общества, проводимых в 1970—80-е гг. (руководитель работ Т. И. Заславская). С. Г. Кирдиной было осуществлено социолого-статистическое исследование социально-региональной структуры сельской части Российской Федерации. До сих пор это исследование является единственным образцом выявления эмпирического референта социально-региональной структуры на уровне страны в целом.
В 1990-е гг. с началом перестройки и после распада СССР страна стала по сути огромной исследовательской лабораторией для социологов и экономистов, где в масштабе «реального времени» можно было воочию наблюдать деформацию старых и создание новых социальных структур, изучать опыт институциональных преобразований. Для обществоведов это был уникальный период. В те годы С. Г. Кирдина, как и многие социологи того времени, участвовала в мониторинге масштабных социальных экспериментов. Один из них был связан с развертыванием массового индивидуального жилищного строительства в Академгородке на основе экологических технологий. Используя методы «включенного наблюдения» в среде организаторов и участников строительства, а также контент-анализа соответствующего законодательства (1990—1992), С. Г. Кирдина исследовала движущие силы, перспективы и ограничения нового социального движения.
В 1992—1996 гг. С. Г. Кирдина участвовала в мониторинге результатов Демонстрационного проекта в жилищно-коммунальном хозяйстве г. Новосибирска (научный руководитель работ О. Э. Бессонова), инициированного и финансируемого Агентством международного развития США (US AID). Его целью было внедрение частных компаний в обслуживание городского жилья вместо государственных жилищных трестов. Результаты мониторинга были проанализированы в ряде статей, препринтов и Working papers, а также в монографиях на русском и английском языках. На примере жилищного сектора было показано: вопреки заявленным политическим целям, в России происходило не замещение институтов раздаточной экономики рыночными, но их модернизация, и были аргументированы причины соответствующей динамики.
В конце 1990-х гг., обучаясь в докторантуре ИЭиОПП СО РАН, С. Г. Кирдина переезжает в Москву. Территориальная удаленность от новосибирского коллектива и возможность более свободно планировать научную деятельность стимулировали самостоятельные теоретические поиски. Их базой стала Российская государственная библиотека и Институт научной информации по общественным наукам РАН (ИНИОН) с их богатыми фондами исторической, отечественной и зарубежной научной литературы. Интенсифицировалось научное общение с коллегами-экономистами, культурологами, историками (постоянное участие в работе Независимого теоретического семинара «Социокультурная методология анализа российского общества» под руководством А. С. Ахиезера, конференции «Куда идет Россия?» (см. Пути России (симпозиум)) под руководством академика РАН Т. И. Заславской и пущинских симпозиумах по эволюционной экономике под руководством академиков РАН Л. И. Абалкина и В. И. Маевского).
К этому периоду относится выдвижение и разработка гипотезы об институциональных матрицах, которая сконцентрировала в себе опыт предыдущей теоретической и научно-прикладной работы. Впервые она была изложена в монографии «Институциональные матрицы и развитие России» (первое издание, 1999). На I Всероссийском социологическом конгрессе в Санкт-Петербурге, организованном Российским обществом социологов в 2000 г., эта книга С. Г. Кирдиной была отмечена дипломом 3-й степени в номинации «Научные монографии».
Несмотря на постоянные споры по поводу положений теории институциональных матриц в России и за её пределами, она включена в отечественные социологические словари и энциклопедии. Также теория институциональных матриц преподается в учебных курсах по политологии, социологии и институциональной экономике ведущих университетов России и Ближнего зарубежья.
В мае 2002 г. С. Г. Кирдина была приглашена на работу в Институт экономики РАН, директором которого тогда был академик РАН Л. И. Абалкин. Работа в Центре методологии экономических исследований (руководитель О. И. Ананьин) способствовала более углубленному изучению системы экономических институтов, действующих в обществах с доминированием разных институциональных матриц. Предварительные итоги этого исследования были изложены в монографии «Х- и Y-экономики: институциональный анализ» (Москва: Наука, 2004).
С тех пор теоретическая и практическая работа по изучению экономических институтов в обществах с доминированием Х- или Y-институциональных матриц, условий и особенностей их функционирования составляет одно из постоянных направлений работы С. Г. Кирдиной (см. соответствующий раздел в списке «Основные статьи и главы в монографиях»).
Другое направление исследований связано с приложением теории институциональных матриц к таким областям, как сравнительные межстрановые сопоставления, изучение конкретных сфер экономики, анализ и оценка перспектив новых институциональных форм в экономической и политической сферах России (см. соответствующий раздел в списке Основные статьи и главы в монографиях).
Третий круг тем — общетеоретические работы, в которых экономические и социологические концепции, в том числе и теория институциональных матриц, рассматриваются в «проблемном поле» достигнутого уровня знания и дискурсов различных научных дисциплин, то есть в контексте современной «эпистемы эпохи» (см. соответствующий раздел в списке Основные статьи и главы в монографиях).
С. Г. Кирдина является также автором ряда статей в российских энциклопедиях, рецензий на актуальные теоретические работы в социологии и экономике и др.

## Теория институциональных матриц, или Х-Y-теория
Теория институциональных матриц (Institutional Matrices Theory) — разрабатываемая с конца 1990-х гг. макросоциологическая теоретическая гипотеза о двух устойчивых системах базовых институтов, определяющих природу и характер развития обществ. Впервые термин «институциональная матрица» определил К. Поланьи (1977), далее его использовал Д. Норт (1993), затем на основе этого понятия в России развивается теория институциональных матриц (Кирдина, 2000, 2001). Институциональная матрица (лат. matrix — матка, первичная модель) определяется как исторически сложившийся устойчивый триплекс взаимосвязанных базовых институтов, регулирующих функционирование основных общественных подсистем: экономики, политики и идеологии (Рис. 1).

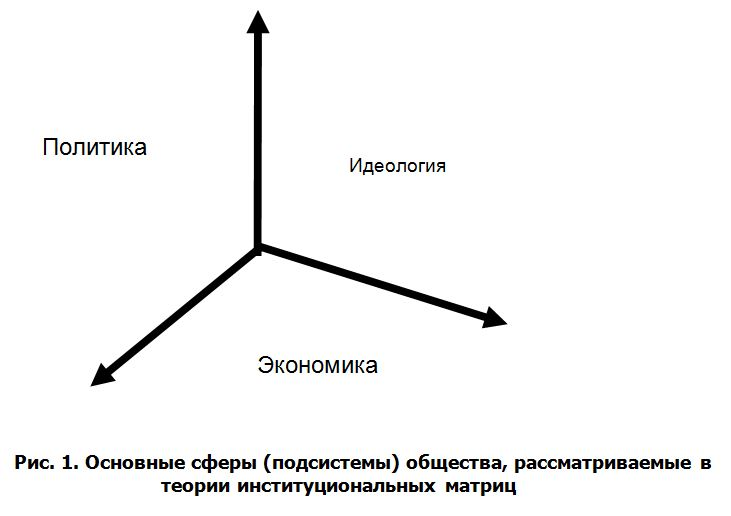
Рис. 1. Основные сферы (подсистемы) общества, рассматриваемые в теории институциональных матриц

Базовые институты, сохраняя присущее им содержание, проявляют себя в разнообразных исторически меняющихся институциональных формах, специфика которых определяется историей и культурным контекстом конкретных обществ.
Анализ обширного эмпирического материала, начиная с древнейших государств Египта и Месопотамии и заканчивая современными странами, показывает, что в структуре общества устойчиво доминирует, как правило, одна из двух институциональных матриц: либо Х-, либо Y-матрица. Они качественно различаются между собой содержанием образующих их базовых институтов (Рис. 2).

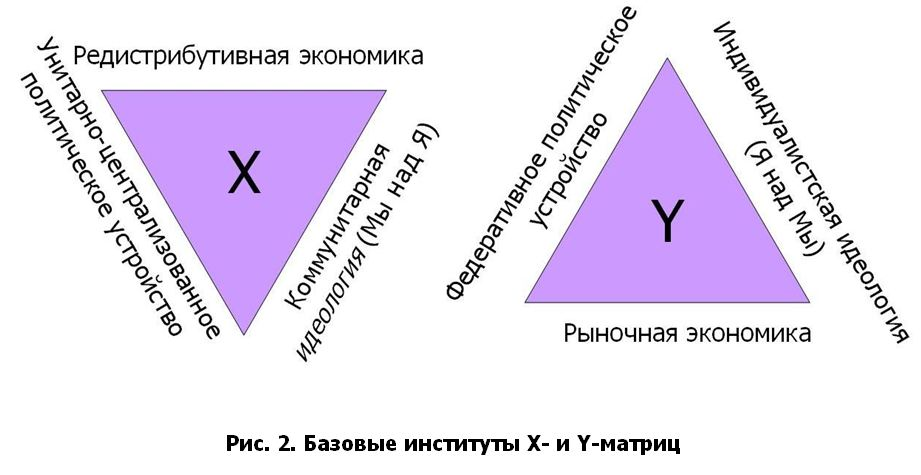
Рис. 2. Базовые институты Х- и Y-матриц

Для X-матрицы характерны следующие базовые институты:
- в экономической сфере — институты редистрибутивной экономики (термин К. Поланьи). К ним относятся институты верховной условной собственности; служебного труда (термин О. Э. Бессоновой); кооперации; редистрибуции (аккумуляции-согласования -распределения); X-эффективность (термин Х. Лейбенстайна), то есть снижения издержек нерыночными методами. Сущностью «чистых» редистрибутивных экономик является обязательное опосредование центром движения благ и прав по их производству и использованию;
- в политической сфере — институты унитарного политического устройства: административно-территориального деления; иерархической вертикали власти во главе с центром; назначений; общих собраний и единогласия; обращений по инстанциям;
- в идеологической сфере — институты коммунитарной идеологии, основное содержание которой состоит в доминировании коллективных, общих ценностей, приоритете «Мы» над «Я». К ним относятся институты коллективизма; эгалитаризма; порядка, ориентированной на благополучие трудовой мотивации, холистические (интегральные) представления о мире.

Институты Х-матрицы доминируют в России, Азии и Латинской Америке.
Y-матрица имеет следующие базовые институты:
- в экономической сфере — институты рыночной экономики: частной собственности; наемного труда; конкуренции; обмена (купли-продажи); Y-эффективности (получения прибыли);
- в политической сфере — институты федеративного политического устройства: федерации; самоуправления и субсидиарности; выборов; многопартийности и демократического большинства; судебных исков;
- в идеологической сфере — институты индивидуалистской идеологии, закрепляющие приоритет «Я» над «Мы», примат личности, её прав и свобод по отношению к ценностям сообществ более высокого уровня. Это институты индивидуализма; стратификации; свободы; денежно-ориентированной трудовой мотивации, редукционистские (дискретные) представления о мире.

Y-матрица превалирует в странах Европы, Северной Америки, Австралии, Новой Зеландии.
Доминирование той или иной институциональной матрицы зависит от характера материально-технологической среды данного государства. Выделяются два присущих среде альтернативных свойства: коммунальность или некоммунальность. Коммунальность означает, что обособление отдельных частей материально-технологической среды угрожает распаду всей системы, что предполагает её использование как единого нерасчленимого объекта. Соответственно, требуются совместные координированные усилия значительной части членов общества по её поддержанию и развитию, а также централизованное управление. Некоммунальность означает возможность обособленности важнейших элементов материальной инфраструктуры и связанную с этим возможность их самостоятельного функционирования и частного использования. Некоммунальная среда разложима на отдельные элементы и может функционировать как совокупность разрозненных технологических объектов. Такая среда определяет неизбежность доминирования институтов Y-матрицы, в то время как коммунальная среда обусловливает доминирование институтов Х-матрицы.
На протяжении развития государств в них сохраняется доминирующее положение базовых институтов либо Х-, либо Y-матрицы, что обеспечивает целостность, выживание и развитие соответствующего типа общества. Институты из матрицы противоположного типа — комплементарные институты, — играют вспомогательную роль, лишь «дополняя до целого» институциональную общественную структуру (Рис. 3). Как в генетике, где доминантный ген, подавляя рецессивный, задает проявляющиеся признаки живого организма, так и институты доминирующей матрицы определяют характер складывающейся в обществе институциональной среды, задают рамки и ограничения для действия комплементарных, вспомогательных институтов альтернативной матрицы.

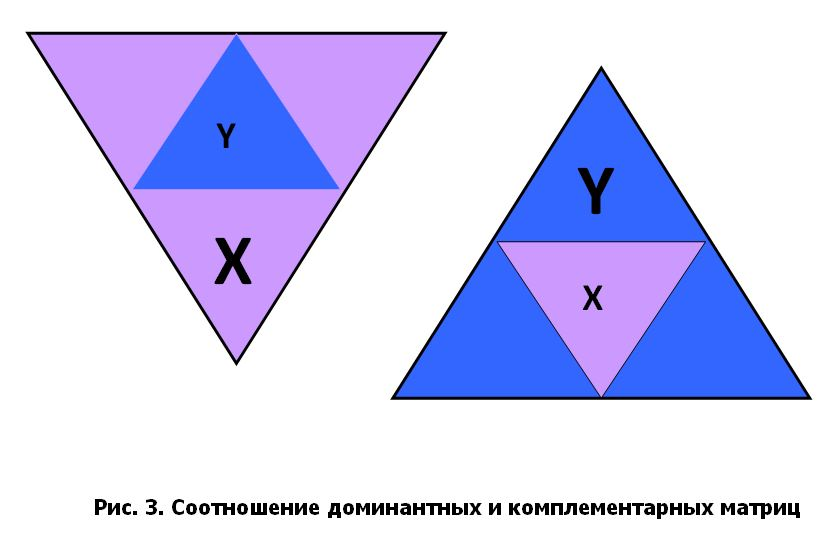
Рис. 3. Соотношение доминантных и комплементарных матриц

Доля комплементарных институтов в стабильных устойчивых обществах составляет примерно треть (30—35 %). Если эта доля существенно меньше, тогда тотальное доминирование базовых институтов приводит общества к кризисам или застою. В то же время излишне агрессивное внедрение комплементарных институтов с попытками заменить ими доминирующую матрицу базовых институтов приводит к социальным потрясениям и революциям. Прогрессивное развитие общества требует постоянного поиска оптимального институционального баланса между институтами доминирующей и комплементарной матриц.
Соотношение государств с доминированием Х- или Y-институциональных матриц в мировой истории меняется циклически, о чём косвенно свидетельствует динамика их доли в мировом ВВП (анализ долгосрочной динамики выполнен на основе базы данных Мэддисона (Maddison Database), где представлены сопоставимые уровни ВВП ряда стран в млн. Geary-Khamis международных долларов 1990 г., выборка стран строилась с учётом фактической представленности данных по ним в базе данных).
За начало сравнений принят 1820 г., начиная с которого в базе представлены достаточно полные для анализа данные. Поскольку таблицы Мэддисона заканчиваются 2008 годом, данные за 2009—2012 гг. рассчитаны на основе уровня ВВП за 2008 г. из Maddison Database и погодовых приростов ВВП 2009/2008 и 2011/2012 из базы данных Мирового банка (Worldbank Database).
К странам с доминированием институциональной Х-матрицы отнесены Китай, Индия, Бразилия, Япония и страны бывшего СССР, или Российской империи. К странам с доминированием Y-матрицы отнесены 12 западноевропейских стран, включая Данию, Австрию, Бельгию, Финляндию, Францию, Германию, Италию, Нидерланды, Норвегию, Швецию, Швейцарию и Великобританию, а также 4 западных страны за пределами Европы — Австралия, Новая Зеландия, США и Канада. Включенные в выборку страны производят сегодня примерно 75 % мирового ВВП.
Наложение двух графиков (суммарной доли ВВП выбранных стран с доминированием Х-матрицы и суммарной доли ВВП с доминированием выбранных стран Y-матрицы) позволяет увидеть волновой, или циклический процесс (Рис. 4).

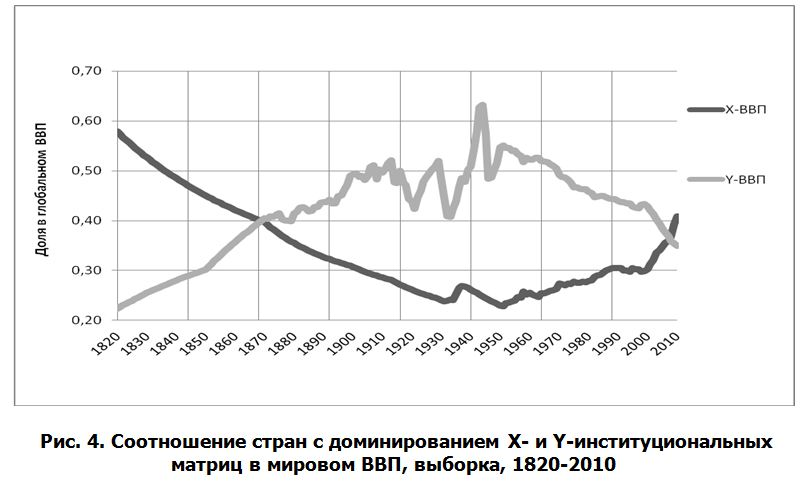
Рис. 4. Соотношение стран с доминированием Х- и Y-институциональных матриц в мировом ВВП, выборка, 1820—2010

Можно наблюдать 140-летнюю волну, в ходе которой происходит смена мирового лидера: с 1820 г. (и, как можно предположить, до него, хотя полных данных по используемой выборке стран нет), в мировом ВВП лидировали страны с доминированием Х-матрицы. Начиная с 1870 г. начинается преобладание стран с доминированием Y-матрицы, которые стали производить более половины мирового ВВП. Максимальный разрыв между этими группами стран наблюдался в 1950—1960-е годы, а в 1970-е гг. он начал постепенно сокращаться. Начиная с 2008 г., спустя 140 лет страны с доминированием Х-матрицы вновь начали выходить на лидирующие позиции, то есть превосходить страны с доминированием Y-матрицы в производстве ВВП и этот разрыв постепенно увеличивается. Меняется глобальная конфигурация основных глобальных игроков в мировом хозяйстве. Преобладание стран с доминированием Х-матрицы в мировом ВВП сопровождается также, как можно видеть, и ростом значимости Х-институтов для стран с Y-матрицы. После кризиса 2008—2009 гг. роль государственного регулирования, централизованного управления, идеологии «общего выживания» становятся в них все более популярными.
Исходя из роли материально-технологической среды в формировании институциональных матриц, можно предположить, что изменившиеся условия воспроизводства в планетарном масштабе (осознание пределов роста ресурсов, экологические ограничения, рост взаимозависимости национальных экономик) приводят к необходимости замены мирового институционального порядка. Лучше приспособленные к таким особенностям материально-технологической среды страны с доминированием Х-матрицы начинают занимать в глобальной экономике более важное место.
В последние годы теория институциональных матриц все шире используется для анализа динамики транзитивных обществ как альтернатива теориям модернизации и глобализации).
«Слабым местом» теории институциональных матриц, как и большинства институциональных концепций, является недостаточная квантификация. Кроме того, эмпирические доказательства ряда высказанных гипотез представляются недостаточными. Это затрудняет практическое применение теории институциональных матриц в управленческой практике.

## Награды
- 2017 — награда международного издательства ELIT (Черногория)
- 2015 — почетный Знак Института экономики Российской академии наук
- 2014 — лауреат премии Кларенса Эйрса (Clarence Ayres Scholar), США
- 2000 — диплом III степени в номинации «Научная монография» Первого конкурса Российского общества социологов за книгу «Институциональные матрицы и развитие России», 1-е издание.